# Glostorps kyrka
Glostorps kyrka ligger i Glostorp. Den är församlingskyrka i Fosie församling i Lunds stift.

## Kyrkobyggnaden
Glostorps nuvarande kyrka är uppförd 1860–1861. Den föregicks av en medeltida kyrka som, att döma av den bevarade dopfunten, var uppförd av Oxiemästaren vid mitten av 1100-talet. Denne anonyme stenmästare har uppfört ett flertal andra kyrkor i närheten av Glostorp. 
Under medeltiden fanns också en kyrka i den söder om Glostorps by närbelägna byn Bastorp. Denna äldre kyrka omtalas första gången på 1360-talet. I Bastorp fanns en helig källa i vilken man offrade pengar vid midsommartid. Pengarna utdelas sedan till de fattiga i socknen. I dag är Bastorp kyrka och hela Bastorp by helt försvunna. 
Enligt sägnen ska den nuvarande kyrkan i Glostorp vara uppförd av nedrivet byggnadsmaterial från Bastorp kyrka. Exakt när detta skett är dock ej belagt. Senast 1495 omtalas emellertid Glostorp socken vilket förutsätter att kyrkan då existerat. Troligt är att det funnits två kyrkor nära varandra och att dessa sammanslagits i senare tid.
Först från 1660-talet finns mera detaljerade beskrivningar över den gamla kyrkan i Glostorp. 1665 författade kyrkoherden Olof Assersen en beskrivning och inventarieförteckning. Enligt denna var kyrkan uppförd till hälften av natursten, till hälften av tegelsten. Utvändigt täcktes kyrkans tak till hälften av bly, till hälften av tegelpannor. Detta tyder på att den ursprungliga kyrkan förstorats, kanske i samband med Bastorps kyrkas nedrivande. Enligt beskrivningen fanns ett vapenhus på södra sidan. Kyrkan saknade dock ett högre torn varför en klockstapel var uppbyggd på kyrkogården.
Under 1700-talet gjordes omfattande reparationer och tillbyggnader. Västtornet uppfördes så sent som 1782 men det kan då ha varit frågan om en förhöjning av ett lägre torn.  Den nuvarande kyrkan är uppförd 1860 av Anders Cedergren från Kristianstad. Från början var det endast tänkt att nedriva det medeltida koret men efter besiktning beslöts att också ta bort det medeltida  långhuset. Den sista gudstjänsten i den medeltida kyrkan hölls den 11 mars 1860 och den först i den helt nya kyrkan den 13 okt 1861.

## Inventarier
- Dopfunten är huggen av Oxiemästaren vid mitten av 1100-talet. Oxiemästaren har uppfört ett flertal kyrkor på Söderslätt, bland annat Stora Hammars kyrka under 1150-talet. Han arbetade ofta i kritsten, troligtvis importerad från Stevns klint på Själland. Kännetecknade för denne mästare är lejonet som äter vindruvor. Motivet återfinns på dopfunten i Glostorp som också uppvisar en kentauer.
- Altaruppsatsen i trä är av så kallad additionstyp med vilket menas att den har flera våningar ställda över varandra. Genom målade texter klargörs att altaruppsatsen härrör från 1588 samt namnet på dåvarande prästen och kyrkovärdarna.
- Kyrkans stora krucifix härstammar från 1400-talets senare hälft.
- Predikstolen är från sent 1500-tal och visar i olika snidade bildfält de fyra evangelisterna.

### Orgel
- 1828 byggde Carl Grönvall, Hyby en orgel.
- 1884 byggde Rasmus Nilsson, Malmö en orgel med 11 stämmor.
- Den nuvarande orgeln byggdes 1956 av Th Frobenius & Co, Lyngby, Danmark. Orgeln står i södra korsarmen.

| Manual I      | Manual II    | Pedal      | Koppel |
| Rörflöjt 8´   | Gedackt 8'   | Subbas 16´ | I/P    |
| Principal 4'  | Rörflöjt 4'  | Gedackt 8´ | II/P   |
| Gemshorn 2'   | Principal 2' |            | II/I   |
| Mixtur 3 chor | Kvint 1 1/3' |            |        |